# NGC 5839
NGC 5839 (również PGC 53865 lub UGC 9693) – galaktyka soczewkowata (S0), znajdująca się w gwiazdozbiorze Panny. Odkrył ją William Herschel 24 lutego 1786 roku.